# Pablo Burchard
Pablo Burchard (Santiago, 1875 – 1964) est un peintre chilien.

## Biographie
Il est le fils de l'architecte allemand Teodoro Burchard Haeberle, qui a introduit l'art gothique au Chili après y être arrivé en 1855, et de María Luisa Eggeling Metzger.
Il va au collège Carlos Rudolf de Valparaiso puis à l'Instituto Nacional. À ses 15 ans, il intègre l'atelier d'architecture de son père. Il poursuit par la suite un cursus d'architecture avec Manuel Aldunate y Avaria (es) à la faculté des Beaux-Arts de l'université du Chili puis à l'Académie des Beaux-Arts (es) (aujourd'hui incluse dans cette même université), où il a comme professeurs Cosme San Martín, Pedro Lira Rencoret et Fernando Álvarez de Sotomayor.
Après des débuts comme professeur dans le secondaire, Pablo Burchard est nommé directeur de l'École des Beaux-Arts en 1932, poste qu'il occupe jusqu'en 1935. Il y est aussi professeur de peinture et paysage pendant plus de trente ans (il y a notamment pour élève Roser Bru, José Balmes, Adolfo Couve, Fernando Daza Osorio et Agustín Abarca (es)),.
En 1944, il reçoit à 71 ans le prix national d'Art du Chili, le tout premier décerné, et il est nommé Membre académicien de la faculté des Beaux-Arts de l'université du Chili.

## Œuvre
Pablo Burchard se consacre à la peinture de paysage et à la nature morte, montrant un intérêt particulier pour les objets simples de la vie quotidienne, tel que des étables, des cuisines, des murs ou les rives du río Mapocho,. La lumière y est toujours la protagoniste, tant pour esquisser les contours des objets que pour créer une atmosphère ténue qui enveloppe les formes. Son œuvre marque le début de la peinture moderne au Chili.
Son œuvre primitif suit les codes du « réalisme romantique ». Il évolue ensuite vers une forme d'impressionnisme mêlé d'intimisme. Il prend toujours soin de se tenir éloigné d'un quelconque mouvement ou d'une école qui pourrait émerger de ses élèves,.
Les œuvres de Pablo Burchard sont notamment conservées au musée d'Art contemporain (es) et au musée national des beaux-arts, tous les deux à Santiago.

## Reconnaissance
Les prix et distinctions listés ici sont tirés du site du Musée national des beaux-arts du Chili, où est disponible la liste exhaustive:
- Première médaille de dessin au Salon officiel, 1915
- Première médaille de peinture au Salon officiel, 1916
- Médaille d'or à l'Exposition ibéro-américaine de 1929
- Premier prix ex aequo du Certamen Matte Blanco du Salon Officiel, 1929
- Médaille d'argent de l'Exposition Latino-américaine des Beaux-Arts de New York, 1939
- Prix national d'Art du Chili, 1944.

#### Centrée
- (es) Adolfo Couve, Pablo Burchard, Santiago, Editorial Universitaria, 1966.
- (es) Carlos Humeres Solar, Pablo Burchard, Santiago, Ediciones del Instituto de Extensión de Artes Plásticas de la Universidad de Chile, 1955.
- (es) Cuatro Grandes de la Pintura Chilena : Juan Francisco González, Pedro Lira, Alberto Valenzuela Llanos y Pablo Burchard, Santiago, Instituto Cultural de Las Condes, 1975.
- (es) Pablo Burchard (1875-1964) : Un pintor fundamental, Santiago, Instituto Cultural de Las Condes, 1996.
- (es) María Isabel Ringeling, « La pedagogía de Pablo Burchard E. en la Escuela de Bellas Artes », dans En El sistema de las artes, VII jornadas de historia del arte, Valparaíso, Museo Histórico Nacional, 2014.
- (es) Pablo Burchard, Santiago, Ediciones Instituto de Extensión de Artes Plásticas, 1955.
- (es) Cuatro maestros del paisaje chileno : Agustín Abarca, Pablo Burchard, Juan Fco. González, A. Valenzuela Llanos, Santiago, Impr. Londres, 1965.

#### Généraliste
- (es) Isabel Aninat, Pintura chilena contemporánea, Santiago, Editorial Grijalbo, 2007.
- (es) Ricardo Bindis, La pintura chilena desde Gil de Castro hasta nuestros días, Santiago, Philips Chilena, 1979.
- (es) Gaspar Galaz et Milan Ivelic, La pintura en Chile desde La Colonia hasta 1981, Valparaíso, Chili, Ediciones Universitarias de Valparaíso, Universidad Católica de Valparaíso, 1981.
- (es) Adriana Valdés, Memorias visuales : arte contemporáneo en Chile, Santiago, Metales Pesados, 2006.
- (de) Allgemeines Künstlerlexikon, 1992.